# Mahō Shōjo Tokushusen Asuka
Mahō Shōjo Tokushusen Asuka (魔法少女特殊戦あすか?) es un manga seinen escrito por Makoto Fukami e ilustrado por Seigo Tokiya. Comenzó su serialización en junio de 2015 en la revista mensual Big Gangan, publicada por Square Enix, y recopilado en catorce volúmenes tankōbon. Una adaptación a serie de anime producida por Liden Films fue emitida del 12 de enero al 30 de marzo de 2019.Otro dato a tomar en cuenta, es que hay ciertos momentos "yuri", tanto en el manga como en el anime. 

## Argumento
Leyendas, mitos y magia... La humanidad finalmente se ha encontrado con un mundo al que hasta el momento la ciencia había ignorado por completo, y no es un encuentro agradable. Desde el nuevo mundo llegan monstruos invasores contra los cuales las armas humanas no sirven de nada, lo que hace que el futuro de la humanidad sea incierto. Por suerte, gracias al Tratado Comercial con el Otro Mundo, la humanidad obtiene una posibilidad única de sobrevivir en forma de chicas mágicas. Estas chicas, chicas corrientes que han adquirido poderes mágicos, finalmente logran encauzar la victoria de la humanidad contra los monstruos, aunque no sin recibir multitud de heridas físicas y emocionales. Todo se desmorona cuando se descubre que la victoria no fue más que algo pasajero y que se acerca el inicio de una nueva batalla. Ante el aumento del crimen internacional, el terrorismo indiscriminado, las guerras civiles y el desasosiego general de la población, el trabajo de una chica mágica es eterno.

## Personajes
Asuka Otori (大鳥居あすか Ōtorii Asuka?)  / Rapture Asuka (ラプチャー☆あすか Rapuchā Asuka?)
 Seiyū: Aya Suzaki
La exlíder de las chicas mágicas que lucharon contra las Disas hace tres años. Intenta llevar una vida normal para superar el trauma de la guerra, incluida la muerte de sus padres a manos de los Disas, pero la nueva amenaza la arrastra de nuevo a la refriega. Su dispositivo mágico es un karambit que se puede extender a una espada que puede atravesar cualquier defensa mágica a costa de una gran cantidad de poder mágico. Más adelante se revela que ella posee la habilidad de revivir a los muertos.
Kurumi Mugen (夢源くるみ Mugen Kurumi?)  / War Nurse Kurumi (ウォーナース☆くるみ Wō Nāsu Kurumi?)
 Seiyū: Akira Sekine
Amiga cercana de Asuka que está adjunta a la División de Investigación General # 2 como Oficial de Investigación de Guerra Mágica. Ella es capaz de curar heridas y usar una jeringa gigante para envenenar a los enemigos. En el pasado, Kurumi sufrió acoso escolar a causa de un asesinato cometido por su padre en su adolescencia. Así mismo, era víctima de maltratos por parte de su familia, lo cual no le importó que fueran asesinados por las Disas durante la guerra. Después de que Asuka la salvara del acoso, Kurumi desarrolla sentimientos hacia ella e incluso se pone celosa cuando ve a Asuka andar con otra chica. Odia el apodo del equipo de "Magical Five", ya que significa que el público no se da cuenta de que el equipo fue una vez mucho más grande y los "Magical Five" son solo los sobrevivientes de la guerra. A pesar de su título de "Médica", también es una especialista en interrogatorios con gran experiencia en la práctica de la tortura. Seis meses después del ataque a Nueva York, Kurumi le confiesa sus sentimientos a Asuka, a lo que ella acepta.
Mia Cyrus (ミア・サイラス Mia Sairasu?)  / Just Cause Mia (ジャストコーズ☆ミア Jasuto Kōzu Mia?)
 Seiyū: Eriko Matsui
Sargento mayor estadounidense con el Comando Conjunto de Operaciones Especiales (JSOC), que trabaja junto a los agentes de inteligencia militar ISA Aaron e ISA Julia. Hasta ahora es la única chica mágica que reveló su identidad al público. Su dispositivo mágico es un derringer , que puede convertirse en diferentes armas. Ella está en desacuerdo con Tamara por ser demasiado seria, refiriéndose a ella como "Rusky". Muere después de matar en un ataque suicida a Francine.
Tamara Volkova (タマラ・ヴォルコワ Tamara Vorukowa?)  / Phoenix Tamara (フェーニクス（Феникс）☆タマラ Fēnikusu Tamara?)
 Seiyū: Mao Ichimichi
Una rusa que se especializa en la supresión de áreas amplias, tiene un encendedor mágico que puede convertirse en un lanzallamas , de ahí su apodo de "Fénix". Ella está en desacuerdo con Mia por ser demasiado relajada, llamándola "chica de Texas". Ella sirve como una niña mágica debido a su hermana, que luego se reveló como una ilusión que el estado mayor ruso en el sitio de pruebas de armas de Zavolzhsky usa con un dispositivo que otorga fantasía para lavarle el cerebro a Tamara con la intención de usarla hasta que muera en la batalla. Seis meses después de la derrota de Brigada Babel, Tamara trabaja como chica mágica para las Naciones Unidas.
Lau Peipei (ラウ・ペイペイ Rau Peipei?)  / Shantoulon Peipei (双頭竜（ショントウロン）ペイペイ Shontōron Peipei?)
 Seiyū: Yōko Hikasa
Dragón de dos cabezas de China, una china que lucha usando nunchaku mágico y que actualmente mantiene un perfil bajo. Ahora es una mercenaria independiente que vive en Tailandia y ha cambiado su apariencia a través de la cirugía plástica. Ella es consciente de los acontecimientos recientes y lamenta no poder luchar junto a sus compañeros, pero no tiene intención de unirse a ellos. Después de la guerra con Brigada Babel, Peipei establece su residencia en Nueva Jersey, planeando crear una empresa en un futuro.
Sacchuu (サッチュウ Sacchū?)
 Seiyū: Kokoro Kikuchi
Un hada de clase ratón que trabaja junto a Asuka y las otras chicas mágicas. Sacchuu puede vincular los sentidos con otras chicas mágicas y analizar enemigos. Su arma principal son los nudillos de bronce con púas, pero también ha usado una pistola y granadas.
Chevalier Francine (シュバリエ☆フランシーヌ Shubarie Furansīnu?)/Brigadier (旅団長（ブリガディア） Burigadia?)
 Seiyū: Aya Hisakawa, Yumi Hara (Brigadier)
Ex comandante de Asuka y una chica mágica de Francia. Aparentemente fue asesinada durante la Guerra con los Disas; pasando el liderazgo a Asuka antes de sucumbir a sus heridas. No obstante, se revela que había sobrevivido y al enterarse de que su familia fue asesinada durante la guerra, Francine fundó la Brigada Babel, adoptando el alias de Brigadier con el objetivo final de un nuevo orden mundial: específicamente un orden absoluto con Magical Girls como la clase dominante del mundo. Sus subordinados la llaman regularmente Reina. Mia Cyrus la mata en un ataque suicida. Antes de su muerte, Francine grabó un vídeo para enviárselo a Asuka donde revela cómo sobrevivió: resulta que la verdadera habilidad de Asuka es revivir a los muertos, incluso curando heridas excesivas.
Abigail (アビゲイル Abigeiru?)  / Pick Scissors Abby (ピックシザーズ☆アビー Pikku Shizāzu Abī?)
 Seiyū: Ayahi Takagaki
Una chica mágica terrorista que está subordinada a la organización terrorista Brigada Babel. Ella perdió a sus padres durante la guerra de las Disas a causa de una bomba lanzada por el ejército. Al ver que el gobierno no hizo nada por ella, se vio obligada a valerse por sí misma sin ninguna ayuda y recurrió al asesinato en un intento de hacer frente a su dolor. Secuestró a la amiga de Asuka, Nozomi, para atraer a otras chicas mágicas hacia ella. También es traficante de armas y asesina. Su dispositivo mágico son unas tijeras, que se vuelven masivas después de que ella se transforma. El arma puede separarse y actuar como un par de espadas. Temáticamente, ella es un espejo más oscuro de Kurumi, obsesivamente devota del Brigadier y igualmente aficionada a usar la tortura. Tras la derrota de Brigada Babel, Abigail es tomada prisionera por Kurumi, quien la tortura diariamente para suprimir la maldad que posee.  
Giess (ギース Gīsu?)
 Seiyū: Yuka Terasaki
Un cyborg masivo que anteriormente era un niño soldado somalí que resultó gravemente herido en la batalla. Fue rescatado por Brigadier y Abigail y aumentado con un cuerpo cibernético, hecho para matar a Magical Girls. Él es responsable de darle a Chisato su nueva pierna y convertirla en una Chica Mágica. Fue asesinado por Asuka durante la batalla en el sexto Naha.
Yoshiaki Iizuka (飯塚 義明 Iizuka Yoshiaki?)
 Seiyū: Kenji Nomura
Un coronel del JGSDF que dirige la Unidad de Desarrollo de Operaciones de Magical Girl; M-Squad para abreviar. El M-Squad es un grupo de trabajo anti-magia que se hace pasar por un Maid Café. Es el tutor legal de Asuka.
Sayako Hata (羽田 紗綾子 Hata Sayako?)/Sehkmet (セクメト Sekumeto?)
 Seiyū: Chinami Hashimoto
Fue compañera de clase civil de Asuka y era amiga cercana de Nozomi. Kim Kanth casi le dispara, lo que llevó a Asuka a volver a ser una Chica Mágica para salvarla. Es secuestrada por la Brigada Babel y transformada en una nueva chica mágica ilegal, bajo el nombre de Sehkmet. Murió después de ser separada del Anillo de Ouroboros, que mantenía su poder mágico bajo control, haciendo que su cuerpo se convirtiera en cenizas. Sin embargo, ella es resucitada por la magia de avivamiento oculta de Asuka.
Nozomi Makino (牧野 希美 Makino Nozomi?)
 Seiyū: Rie Takahashi
La alegre compañera de clase de Asuka y amiga de Sayako. Su padre trabaja para la sección de Seguridad Pública de la policía. Fue secuestrada y torturada por Abigail con el objetivo de atraer a Asuka y Kurumi. Después de ser rescatada, Kurumi le borra los recuerdos para que Nozomi regrese a ser como antes. Al enterarse de la "desaparición" de Sayako después de finalizar la guerra contra Babel, Nozomi estuvo tan deprimida que estuvo enferma por un mes. 
Akinori Makino (牧野 晃教 Makino Akinori?)
 Seiyū: Takuya Kirimoto
El padre de Nozomi, que trabaja para la oficina de inteligencia de Seguridad Pública e interrogará, torturará, a sospechosos para obtener información.
Sena Miura (三浦 瀬奈 Miura Sena?)
 Seiyū: Chiaki Takahashi
La firme y fría comisionada de Seguridad Pública, una mujer de cabello castaño rojizo ondulado y ojos marrones. Cuando Nozomi fue secuestrada, sus superiores se negaron a movilizar a su gente ya que no estaban equipados para manejar una amenaza mágica y no solicitarían ayuda del M-Squad de JSDF ya que creían que la muerte de Nozomi podría usarse políticamente para asegurar fondos adicionales sin endeudarse con las fuerzas armadas. Trabajando en torno a esto, se asocia extraoficialmente con el coronel Iizuka, ya que ambos saben que las Chicas Mágicas son la escapatoria de este lío político.
Kim Kanth (キム・カンス Kimu Kansu?)
 Seiyū: Satoshi Tsuruoka
El líder del grupo terrorista del Frente Unido de Asia Oriental que orquestó una masacre en Iidabashi.
Nazani (ナーズィニー Nāzinī?)
 Seiyū: Shizuka Ishigami
Una joven bruja armenia contratada por una mafia rusa como protección mientras comerciaban ilegalmente por objetos mágicos. Tiene un objeto mágico que le permite lanzar bolas de fuego. Fue derrotada por Asuka y luego interrogada y torturada por Kurumi, quien comienza a tratarla como a un perro. Ella y Chisato son reclutados para ser intercambiados al Comisionado Miura por su fuerza de respuesta mágica recién creada.
Chisato Yonamine (与那嶺 ちさと Yonamine Chisato?) / Whiplash Chisato (ウィップラッシュ☆ちさと Wippurasshu Chisato?)
 Seiyū: Ayana Taketatsu
Una niña de Okinawa que solía ser estudiante de kárate antes de perder su pierna en un accidente que también mató a su madre Divorciada. Su padre trató de ofrecerla a la industria del sexo por dinero,pero es asesinado por giess quien permitió ser ayudado en toda su vida. Eventualmente se convierte en una Chica Mágica para la Brigada Babel y recibe una nueva prótesis de pierna. Su dispositivo mágico es una pulsera que se convierte en un látigo o una venda alrededor de su mano para aumentar la fuerza de sus golpes. Más tarde se reveló que Babel estaba detrás del accidente automovilístico, ya que podían sentir su potencial mágico y querían estresarla lo suficiente como para convertirla en una Chica Mágica que se uniría a ellos. Kurumi la captura y finalmente se une al nuevo escuadrón de Miura junto con Nazani.
Povar (Chef) & Chelovek (Watch-man) (料理人（ポーヴァル）（Повар）＆番人（ストロージ）（Сторож） Ryōrijin (Pōvaru) & Ban'nin (Sutorōji)?) / Gemelos (双子（ブリズニェツィ）（близнецы） Futago (Burizunyetsi)?)
 Seiyū: [[]]

## Medios

### Manga
Makoto Fukami y Seigo Tokiya comenzaron a serializar la serie en la revista Gekkan Big Gangan de Square Enix en febrero de 2015. Catorce volúmenes tankōbon se habían publicado en Japón hasta abril de 2021.
| N.º | Fecha de publicación     | ISBN                   |
| --- | ------------------------ | ---------------------- |
| 1   | 24 de octubre de 2015    | ISBN 978-4-757-54780-3 |
| 2   | 25 de marzo de 2016      | ISBN 978-4-757-54934-0 |
| 3   | 15 de julio de 2016      | ISBN 978-4-757-55065-0 |
| 4   | 25 de abril de 2017      | ISBN 978-4-757-55298-2 |
| 5   | 25 de julio de 2017      | ISBN 978-4-757-55423-8 |
| 6   | 25 de noviembre de 2017  | ISBN 978-4-757-55535-8 |
| 7   | 24 de marzo de 2018      | ISBN 978-4-757-55680-5 |
| 8   | 25 de julio de 2018      | ISBN 978-4-757-55793-2 |
| 9   | 25 de diciembre de 2018  | ISBN 978-4-757-55962-2 |
| 10  | 25 de marzo de 2019      | ISBN 978-4-757-55962-2 |
| 11  | 25 de octubre de 2019    | ISBN 978-4-757-56360-5 |
| 12  | 25 de marzo de 2020      | ISBN 978-4-757-56579-1 |
| 13  | 25 de septiembre de 2020 | ISBN 978-4-757-56855-6 |
| 14  | 24 de abril de 2021      | ISBN 978-4-757-57222-5 |

### Anime
La adaptación de la serie de anime fue anunciada el 20 de julio de 2018. La serie fue dirigida por Hideyo Yamamoto y animada por Liden Films, con Makoto Fukami y Norimitsu Kaihō escribiendo los guiones, Yoko Suzuki diseñando los personajes y RON componiendo la música. Se emitió del 12 de enero al 30 de marzo de 2019 en MBS y TBS antes de emitirse posteriormente en BS-TBS, AT-X y CBC. El tema de apertura es Kodo de Nonoc y el tema de cierre Rebel Flag de Garnidelia. Crunchyroll transmitió la serie en streaming, mientras que Funimation produjo un doblaje al inglés.